# Tova Magnusson
Tova Magnusson (født Towa Dorothea Magnusson 18. juni 1968 i Huddinge) er en svensk skuespiller, komiker og filminstruktør, kendt for sine roller i tv-serierne Broen II, Greyzone og Familien Löwander samt i filmthrilleren Sort Lucia fra 1992. I sidstnævnte havde hun hovedrollen som "Mikaela Holm".

## Biografi
Tova Magnusson voksede op i Sorunda mellem Nynäshamn og Stockholm. Som 22-årig begyndte hun som instruktør hos teatertruppen Småfolket, og da hun fik en afbudsrolle i en forestilling, blev hun efterfølgende set og castet af den danske filminstruktør Rumle Hammerich til filmen Sort Lucia. For denne rolle fik hun stor ros.
Hun forsøgte at blive optaget på Teaterskolen to gange, men kom ikke ind. I stedet dyrkede hun skuespillet på Boulevardteatern og blev senere leder på dette teater. I 1997 dannede hun kunstnerkollektivet "Gruppen" sammen med blandt andet Simon Norrthon, Malin Cederbladh og Figge Norling. Deres første produktion Clownen luktar bensin blev opført som aftenshow på Boulevardteatern og senere flyttet til svensk P3. 1999 spillede hun med i Sissela Lindgrens opsætning af Speed the Plow på Boulevardteatern, og i år 2000 var hun sceneinstruktør på Skitungen – en omöjlig gosse, der opførtes på Teater Plaza. Magnusson debuterede som filminstruktør i 2004 med filmen Frøken Sverige.

## Privat
Hun var tidligere gift med skuespilleren Figge Norling og hed dengang Tova Magnussen-Norling. De har to børn sammen, født i henholdsvis 1993 og 1999. Tova og Figge blev skilt i 2004.

## Filmografi (udvalg)
- 2022 - Handen på hjärtat (tv-serie) – Jenny
- 2021 - Kongens hemmelige elsker (tv-serie) – Gunnel Rytterberg, anklager
- 2021 - Abestjernen (tegnefilm) – cykelkunde (stemme)
- 2020 - Sommaren med släkten (tv-serie) – Tintin
- 2020 - Orca – Sofie
- 2018 - Greyzone (tv-serie) – Eva Forsberg
- 2017-2020 - Familien Löwander (tv-serie) – Britt Gahn
- 2017 - Gordon og Paddy (tegnefilm) – kaninmoderen (stemme)
- 2017 - Savnet (tv-serie) – Kia Andersson
- 2016 - Det mest förbjudna (tv-serie) – Kuba, svensk journalist
- 2015-2016 - Min bror kollokungen (tv-serie) – Eva
- 2014 - Min så kallade pappa – jordemor
- 2014 - Tykkere end vand (tv-serie) – Rakel Ohlson
- 2014 - En levande själ (kortfilm) – Ypsilon
- 2014 - Sköterskan (kortfilm) – Anna
- 2013 - Broen II (tv-serie) – Viktoria
- 2012 - Solsidan (tv-serie) – Martina
- 2011 - Gustafsson 3 tr (tv-serie) – Ulrika
- 2010 - Fire år til – Fia
- 2010 - En busslast kärlek – Petra
- 2009 - Scener ur ett kändisskap – som sig selv
- 2009 - Flickan – Anna
- 2006 - Vakuum (kortfilm) – søsteren
- 2006 - Den som viskar – Linda
- 2006 - Keillers park – Blom
- 2005 - Medicinmannen (tv-serie) – Malin Leander
- 2004 - Frøken Sverige – socialarbejder
- 2003 - I huv'et på en mamma (kortfilm) – moderen
- 2003 - Stockholmssyndromet – Barbro
- 2002 - Rederiet (tv-serie) – Veronika
- 2001 - Humorlabbet (tv-serie) – forskellige roller
- 2001 - Anderssons älskarinna (tv-serie) – Sofie
- 2001 - Puder – manager
- 2000 - I väntan på bruden (kortfilm) – medvirkende
- 1999 - Faust i Piteå (kortfilm) – Lollo
- 1999 - Dödsklockan – Eva Westling
- 1997 - Innan det fortsätter (kortfilm) – Sanna
- 1997 - Pentagon (tv-serie) – medvirkende
- 1997 - Sjukan (tv-serie) – Veronica
- 1997 - Emma åklagare – Anette
- 1996 - Att stjäla en tjuv – Susanna
- 1995-1997 - Radioskugga (tv-serie) – Jenny
- 1995 - Den täta elden (tv-serie) – Petra
- 1994 - Politimorderen – Kia (stemme)
- 1993 - Manden på balkonen – Putte Beck
- 1993 - Strisser, strisser – Putte Beck
- 1993 - Roseanna – Putte Beck
- 1993 - Den gråtande ministern (tv-serie) – Beatrice Galik
- 1993 - Brandbilen som forsvandt – Putte Beck
- 1992 - Ha' ett underbart liv – Jenny
- 1992 - Sort Lucia – Mikaela Holm